# Alexandros Michaīl
Alexandros Michaīl (in greco: Αλέξανδρος Μιχαήλ; 15 settembre 1974) è un ex calciatore cipriota, di ruolo portiere.

## Carriera
Ha giocato 2 partite per la nazionale cipriota tra il 1998 e il 2002.